# الحروب القادمة
الحروب القادمة (بالإنجليزية: The Wars to Come)‏ هي الحلقة الأولى من الموسم الخامس من المسلسل الفانتازي صراع العروش، والمُقتبس من سلسلة روايات أغنية الجليد والنار للمؤلف جورج ر. ر. مارتن، وهي الحلقة رقم 41 من المسلسل ككل. عُرضت الحلقة لأول مرة في 12 أبريل 2015، على شبكة إتش بي أو المُنتجة للمسلسل، وكانت من كتابة ديفيد بينيوف، ودي. بي. وايس، ومن إخراج مايكل سلوفيس.

## ملخص الحلقة
في مَشهدٍ قديم قَبل بدء أحداث المُسلسل تُقابِل (سيرسي) الصغيرة ساحِرةً تتنبّأ بالمُستَقبَل، فتُخبِرها أنّ مُستَقبَلها سيكونُ سيّئاً حيثُ أنّها ستتزوّجُ من مَلكٍ وتصيرُ مَلِكة إلى أن تأتي مَلِكة شابّة ذكيّةٌ وجميلةٌ تَخلَعُها من كُرسيّ العَرش؛ وفي عَزاءِ (تايوين) يَتقابَلُ الشقيقانِ (جايمي) و (سيرسي) وتُظِهر لـِ (جايمي) مَدى كُرهِها لـِ (تيريون) وأنّه كانَ يجب عليهم قَتلُه. يَصِل (تيريون) إلى مدينة «بيتوس» هو و (فاريس) ويتحدّثان بشأن المَملكة والسلام ويُبدي (تيريون) موافَقته على الرحيل مع (فاريس) إلى مدينة «ميرين» لتقديمِ الولاء لـ (دينريس تايغاريان). أمّا في «ميرين»، يَقومُ أبناء الهاربي بِقَتلِ جنودٍ تابعين لـ (دينريس) فتأمُرهم بحراسَة المدينة، كما يُحاوِل مُساعديها إقناعَها بالسَماحِ بإعادَة فَتح قتال الحَفر وهيَ عادةٌ من عاداتِ أهل المدينة، بالإضافَة لكونِها تَذهَبُ لِرؤيةِ تنانينها إلّا أنَهم يُخيفونها فتعود أدراجها. أمّا في فالي، يُوصِي اللودر (باليش) أحَد الجنود برعاية (روبن) ويُغادِر هوَ و (سانسا) لمكانٍ غير معروف ويَمرّانِ بِطريقهم بـ (برين التارثيّة) و (بودريك باين) التي يأست من أن تكون فارساً من الفُرسان الشُرفاء. أمّا في الشمال عِند الجِدار، يُيرد (ستانِس) أن يُخضِع مَلِك الهَمج تحت سيطَرته لحشُد المزيد من الجنود في حَربِه ضِد (روز بولتون) فيطلُب من (جون سنو) أن يُقنِعه بذلك فيفشَل (جون سنو) في إقناعِه مِما أدّى بـ (ستانِس) أن يَقتُله حرقاً حتّى الموت بِتُهمة الخيانة؛ وفي مَشهدِ الحَرق، لا يَتحمّل (جون سنو) ذلك فيقوم بقتله بِنفسه ليخلّصه من العذاب.

## الإنتاج
سيناريو الحلقة كان من كتابة ديفيد بينيوف، ودي. بي. وايس، وأُختير مايكل سلوفيس لإخراجها. كان ديفيد فرانكو مديرًا لتصوير الحلقة، وكيتي وايلاند محررًا لها، أما موسيقى الحلقة التصويرية فكانت من تلحين رامين جوادي.

## نسب المشاهدة
| الموسم | الموسم | رقم الحلقة | رقم الحلقة | رقم الحلقة | رقم الحلقة | رقم الحلقة | رقم الحلقة | رقم الحلقة | رقم الحلقة | رقم الحلقة | رقم الحلقة | المتوسط |
| الموسم | الموسم | 1          | 2          | 3          | 4          | 5          | 6          | 7          | 8          | 9          | 10         | المتوسط |
| ------ | ------ | ---------- | ---------- | ---------- | ---------- | ---------- | ---------- | ---------- | ---------- | ---------- | ---------- | ------- |
|        | 1      | 2.22       | 2.20       | 2.44       | 2.45       | 2.58       | 2.44       | 2.40       | 2.72       | 2.66       | 3.04       | 2.52    |
|        | 2      | 3.86       | 3.76       | 3.77       | 3.65       | 3.90       | 3.88       | 3.69       | 3.86       | 3.38       | 4.20       | 3.80    |
|        | 3      | 4.37       | 4.27       | 4.72       | 4.87       | 5.35       | 5.50       | 4.84       | 5.13       | 5.22       | 5.39       | 4.97    |
|        | 4      | 6.64       | 6.31       | 6.59       | 6.95       | 7.16       | 6.40       | 7.20       | 7.17       | 6.95       | 7.09       | 6.84    |
|        | 5      | 8.00       | 6.81       | 6.71       | 6.82       | 6.56       | 6.24       | 5.40       | 7.01       | 7.14       | 8.11       | 6.88    |
|        | 6      | 7.94       | 7.29       | 7.28       | 7.82       | 7.89       | 6.71       | 7.80       | 7.60       | 7.66       | 8.89       | 7.69    |
|        | 7      | 10.11      | 9.27       | 9.25       | 10.17      | 10.72      | 10.24      | 12.07      | غ/م        | غ/م        | غ/م        | 10.26   |
|        | 8      | 11.76      | 10.29      | 12.02      | 11.80      | 12.48      | 13.61      | غ/م        | غ/م        | غ/م        | غ/م        | 11.99   |

## وصلات خارجية
- الحروب القادمة على موقع IMDb (الإنجليزية)
- الحروب القادمة على موقع ميتاكريتيك (الإنجليزية)
- الحروب القادمة على موقع روتن توميتوز (الإنجليزية)
- الحروب القادمة على موقع أول موفي (الإنجليزية)